# Сосан
Соса́н (кор. 서산시?, 瑞山市?, Seosan-si) — город в провинции Чхунчхон-Намдо, Южная Корея.

## История
В эпоху Самхан Сосан был частью племенного объединения махан, тогда здесь находился племенной союз Чхиригук. Позже эта территория стала принадлежать государству Пэкче. Позже, в эпоху династии Силла, в 755 году эта местность вошла в состав уезда Пусон. Во время династии Корё, в 1284 году, на территории современного Сосана возник район Соджу (Соджумок), а несколько позднее, в 1310 году — район Сорён (Сорёнбу). В 1413 году, в эпоху Чосон, возник уезд Сосан (Сосангун). Статус города был получен Сосаном в 1989 году.

## География
Сосан расположен в западной части провинции Чхунчхон-Намдо, граничит с уездами Хонсон, Есан и Танджин на востоке, уездом Тхэан на западе. Омывается Жёлтым морем. Местность в основном равнинная в прибрежной зоне, на востоке — ближе к центру Корейского полуострова — холмистая. В территорию города входит 29 небольших островов, из которых 24 необитаемы.

## Культура
Традиционное кукольное представление коктугакси нори является визитной карточкой Сосана. Оно входит в список нематериального наследия страны. Считается, что коктугакси нори возникло в эпоху Корё. В то время оно было остро сатирическим, в нём высмеивались аристократические слои населения.
Кроме того, в Сосане проводится несколько фестивалей, среди которых фольклорные фестивали, исторические фестивали, фестивали искусств. Наиболее приметные из них:
- Фестиваль искусств имени Ан Гёна — в ходе этого фестиваля проводятся литературные чтения, выступления фольклорных коллективов, выставки художников.
- Фестиваль Пёккаритэ — проходит каждый год в январе — это крестьянский фестиваль, посвящённый встрече нового года. Можно увидеть традиционные корейские ритуалы и молитвы о богатом урожае в наступающем году.
- Исторический фестиваль крепости в Хэмимёне — проводятся массовые театрализованные представления, повествующие жизни города во время династии Чосон.
- Фестиваль птиц — имеет экологическую направленность, проходит ежегодно в октябре, в разгар сезона миграции местных пернатых.

## Туризм и достопримечательности
Природные:
- Горы Каясан — включают несколько пиков выше 500 м. В этих горах проложено множество туристических маршрутов, включая маршруты специально для женщин и детей. На склонах гор расположено множество памятников старины, в основном буддийские монастыри. Другие известные горы, находящиеся на территории Сосана — это Тобисан и Пхальбонсан).
- Долина Йонхён — находится в горах Каясан. Длина долины — около 5 км. Является одним из главных направлений горного туризма в этих краях. Несколько живописных водопадов.
- Пляжи Сосана — побережье у Сосана открыто для посещения туристами. Пляжи песчаные, за полосой пляжей начинаются невысокие дюны, поросшие сосновым лесом. Известнейшие пляжи Сосана — Копадо и Польчхонпхо.

Исторические:
- Буддийские монастыри Кэсимса (VII век), Мусунса (XIV век), Чхонджанса (VII век). Несколько более мелких средневековых буддийских храмов.
- Крепость в районе Хэми (Хэмиыпе). Была построена в XV веке, выполняла функции военного лагеря во время династии Чосон. Постройки хорошо сохранились до наших дней.
- Древняя конфуцианская школа в районе Тонмундон — основана в начале XV века.
- Высеченные в скале изображения Будды в Унсанмёне. Считается, что эти изображения были сделаны в эпоху государства Пэкче в VI веке.

## Символы
- Цветок: хризантема — символизирует доброту жителей.
- Дерево: сосна — олицетворяет умение горожан противостоять невзгодам.
- Птица: чирок-клоктун — символизирует гармоничный союз жителей города.

## Города-побратимы
- Тенри, префектура Нара, Япония — с 1991
- Циньхуандао, Китай — с 1997
- Клиптон, штат Нью-Джерси, США — с 1999

## Известные жители
- Сим Субон (심수봉), певица.